# Rikers Versuchung
Rikers Versuchung (Originaltitel: Hide And Q) ist die zehnte Episode der ersten Staffel der US-amerikanischen Science-Fiction-Fernsehserie Raumschiff Enterprise – Das nächste Jahrhundert. Sie wurde in den Vereinigten Staaten über Syndication vermarktet und erstmals am 23. November 1987 auf verschiedenen Fernsehsendern ausgestrahlt. In Deutschland erschien sie zum ersten Mal im November 1988 in einer synchronisierten Fassung auf VHS. Im deutschen Fernsehen war sie zum ersten Mal am 12. Januar 1991 in einer zweiten Synchronfassung im ZDF zu sehen.

## Handlung
Im Jahr 2364 bei Sternzeit 41590.5 befindet sich die Enterprise auf einer Rettungsmission zur Föderationskolonie Quadra Sigma III, als ihr plötzlich durch ein Kraftfeld der Weg versperrt wird. Verantwortlich hierfür ist ein alter Bekannter: das mächtige Wesen Q. Q und seine Leute waren von ihrem letzten Kontakt mit der Menschheit sehr beeindruckt und wünschen nun, sie weiter zu studieren. Er bietet sogar an, den Menschen einen großen Traum zu erfüllen. Captain Picard will Q erklären, dass er sich einen sehr ungünstigen Zeitpunkt ausgesucht habe, doch der verlangt, dass die Rettungsmission abgebrochen wird. Der erste Offizier Riker meint, er habe keine Lust auf Qs „Spiele“. Diese Äußerung findet Q interessant und verschwindet umgehend mit der gesamten Brückenmannschaft der Enterprise außer Picard.
Die Mannschaft findet sich auf einem unbekannten Planeten wieder. Dort erwartet sie Q, verkleidet als Marschall aus der Zeit der Napoleonischen Kriege. Er verspricht den Menschen eine großartige Zukunft, wenn sie das Spiel überleben, das er für sie vorbereitet hat. Natürlich wird das Spiel vollständig unfair sein, denn Fairness sei ein menschliches Konzept. Als Sicherheitschefin Yar protestiert, lässt Q sie verschwinden und erklärt, sie befinde sich jetzt auf der „Strafbank“. Dort gäbe es jedoch nur einen Platz und wenn er gezwungen sein sollte, noch jemanden auf die Strafbank zu schicken, würde Yar stattdessen ins unendliche Nichts verschwinden.
Auf der Enterprise ist Picard derweil allein auf der Brücke und unfähig, sie zu verlassen. Plötzlich erscheint Yar. Sie ist sich ihrer Bestrafung durch Q bewusst und verzweifelt darüber, dass sie nichts dagegen tun kann. Q erscheint und zeigt ein wenig Mitleid, indem er die Strafe aufhebt. Er enthüllt Picard, dass er beabsichtigt, Riker ein Geschenk anzubieten, das der unmöglich ablehnen kann. Picard hält dagegen und Q bietet eine Wette an: Wenn er gewinnt, muss Picard ihm die Enterprise übergeben. Behält Picard jedoch recht, soll Q die Menschheit nie wieder belästigen.
Auf dem Planeten erkunden Riker und seine Leute inzwischen die Umgebung und entdecken, dass ein Trupp außerirdischer Wesen sich ihnen nähert. Sie tragen Uniformen der napoleonischen Kriege und sind mit Kanonen und Musketen bewaffnet, die jedoch gegen die Phaser von Rikers Leuten nichts auszurichten vermögen. Riker ist misstrauisch, da ihm das Spiel zu leicht vorkommt. Tatsächlich erweisen sich die Musketen als höchst gefährlich, denn sie können Energieladungen abfeuern. Q taucht erneut auf und erklärt Riker, er habe ihm die Macht verliehen, seine Leute in Sicherheit zu bringen. Der nutzt sie umgehend und versetzt die Besatzung zurück auf die Enterprise. Q erklärt, er sei bei ihrem letzten Zusammentreffen sehr beeindruckt von der Menschheit gewesen, und bietet Riker nun an, ein Mitglied des Q-Kontinuums zu werden. Der jedoch lehnt seine neuen Kräfte ab. Daraufhin lässt Q die Brückenmannschaft erneut auf dem Planeten erscheinen und es kommt zu einem Kampf mit den Außerirdischen, bei dem Lieutenant Worf und der junge Fähnrich Wesley Crusher getötet werden. Riker bleibt keine andere Wahl, als seine Kräfte erneut einzusetzen. Er heilt Worf und Crusher und bringt alle zurück auf die Enterprise.
Inzwischen hat das Schiff Quadra Sigma III erreicht. Riker verspricht Picard, seine Kräfte unter keinen Umständen erneut einzusetzen, doch er bedauert diese Entscheidung umgehend, als auf der Kolonie mehrere Verschüttete gefunden werden. Ein junges Mädchen kann nur noch tot geborgen werden und Riker darf ihr nicht helfen, obwohl er es könnte. Nun macht sich recht schnell eine leichte Entfremdung Rikers von seinen Kameraden bemerkbar. Er nennt seinen Captain beim Vornamen und fordert eine Versammlung der Führungsoffiziere, anstatt darum zu bitten, doch er will die Mannschaft davon überzeugen, dass er immer noch der Riker ist, den sie kennen. Er hält es für einen Fehler, auf seine Kräfte zu verzichten, und will sie nun doch einsetzen, aber nur, um Gutes zu tun. Q erscheint, um Rikers nächste Entscheidungen zu beobachten. Der bietet an, seinen Freunden ihre größten Wünsche zu erfüllen: Den Teenager Wesley Crusher verwandelt er in einen Erwachsenen. Dem blinden Steuermann Geordi La Forge lässt er gesunde Augen wachsen. Lieutenant Worf, dem einzigen Klingonen in der Sternenflotte, verschafft er eine Gefährtin aus seinem Volk. Den Androiden Data, der Menschlichkeit anstrebt, will er zu einem Menschen machen. Data jedoch lehnt ab und auch die anderen weisen ihre Geschenke zurück. Riker erkennt, dass er einen großen Fehler gemacht hat, und weist Qs Gabe nun endgültig zurück.
Picard erinnert Q nun an ihre Wette: Riker hat seine Gabe abgelehnt, daher müsse Q ab jetzt die Menschheit in Ruhe lassen. Q will davon nichts wissen, doch andere Mitglieder des Q-Kontinuums haben sein Treiben verfolgt und lassen ihn nun gegen seinen Willen von der Brücke der Enterprise verschwinden.

## Verbindungen zu anderen Star-Trek-Produktionen
Einige Elemente aus dieser Folge wurden in späteren Star-Trek-Produktionen wieder aufgegriffen:
- In Folge 2.16 (Zeitsprung mit Q) von Raumschiff Enterprise – Das nächste Jahrhundert aus dem Jahr 1989 werden die Ereignisse aus dieser Folge erwähnt.
- Q erscheint in Rikers Versuchung als dreiköpfige aldebaranische Schlange. In Folge 4.02 (Keine Knochen, aber muss trotzdem fliehen) der animierten Serie Star Trek: Lower Decks von 2023 ist eine solche Schlange ebenfalls zu sehen.

Q deutet in Rikers Versuchung an, die Klingonen seien von der Föderation besiegt worden. In den Vorgängerserien Raumschiff Enterprise und Die Enterprise, die Mitte des 23. Jahrhunderts spielen, gehörten die Klingonen zu den wichtigsten Gegenspielern der Föderation. Obwohl mit Worf bereits beim Start von Raumschiff Enterprise – Das nächste Jahrhundert ein Klingone als Besatzungsmitglied der Enterprise eingeführt wurde, war zum Produktionszeitpunkt dieser Folge noch völlig unklar, in welchem Verhältnis die Föderation und das Klingonische Reich Mitte des 24. Jahrhunderts zueinander stehen sollten. Erst in weiteren Folgen der Serie sowie im Spielfilm Star Trek VI: Das unentdeckte Land von 1991 wurde nach und nach herausgearbeitet, dass es ab Ende des 23. Jahrhunderts zu einem Friedensprozess und zu einer Annäherung der beiden Mächte kam, die schließlich zu einer Allianz führte.

## Produktion

### Drehbuch
Rikers Versuchung war für den Produzenten Maurice Hurley die erste Drehbucharbeit für die Serie Raumschiff Enterprise – Das nächste Jahrhundert. Das Script war stark auf Action-Elemente angelegt, womit Star-Trek-Schöpfer Gene Roddenberry jedoch sehr unzufrieden war und umfangreiche Änderungen vornahm, um schlussendlich die Unbestechlichkeit des Menschen gegen ein allmächtiges Wesen zu demonstrieren. Die Rolle des Q wurde hierauf mit diabolischem Zynismus ausgeschmückt, was im weiteren Verlauf dessen wesentliches Charaktermerkmal werden sollte. Hurley ließ sich daraufhin in den Credits der Folge nur unter seinem Pseudonym C. J. Holland nennen.

### Darsteller
Die Hauptfigur Deanna Troi (Marina Sirtis) wird in dieser Folge nur erwähnt, hat aber keinen Auftritt.
In dieser Folge stirbt die Hauptfigur Wesley Crusher durch ein Bajonett, mit dem er aufgespießt wird, was eine sarkastische Bewegung in der harten Trekker-Szene einleitete, in der der naive Charakter sich zunehmender Unbeliebtheit erfreute. Zur großen Enttäuschung dieser Fans wurde er aber schnell wieder ins Leben zurückgeholt. Diese diskriminierende Entwicklung der Zuschauer einen Darsteller betreffend sollte mit dem Tod des Hauptcharakters Tasha Yar gegen Ende der ersten Staffel ihren Höhepunkt erreichen.

### Kostüme und Requisiten
Q trägt in dieser Folge die Galauniform eines Sternenflottenadmirals, die allerdings später in dieser Ausführung nie an einem tatsächlichen Admiral zu sehen ist.
Rikers Versuchung ist eine von nur drei Folgen der Serie, in denen Geordi La Forge (LeVar Burton) seinen VISOR absetzt.

### Effekte
Die Darstellung von Qs Kraftfeld wurde aus dem Pilotfilm Der Mächtige / Mission Farpoint wiederverwendet.

## Rezeption
Keith DeCandido bewertete Rikers Versuchung 2011 auf tor.com als eine unterhaltsame Folge von Raumschiff Enterprise – Das nächste Jahrhundert. Er empfand sie aber auch als holprig und teils vorhersehbar geschrieben. Weiterhin stellte er einen gewissen Sexismus fest: Als Q die Brückenbesatzung auf den fremden Planeten versetzt, nimmt er Tasha Yar (die einzige anwesende Frau) vorzeitig aus dem Spiel, bevor es zur Konfrontation mit den außerirdischen Soldaten kommt. Als Riker später der Brückenbesatzung ihre größten Wünsche erfüllen will, tut er dies ausschließlich für die Männer. DeCandido bemerkte außerdem, dass das Zusammenspiel zwischen Q und Riker lange nicht so gut funktionierte wie das zwischen Q und Picard.